# Anthony Chemut
Anthony Chemut (né le 17 décembre 1992) est un athlète kényan, spécialiste des courses de demi-fond. 

## Biographie
En 2011, il devient vice-champion d'Afrique junior du 800 mètres derrière l’Éthiopien Mohamed Aman.
Il se classe troisième des sélections olympiques kényanes 2012, à Nairobi, derrière David Rudisha et Timothy Kitum, portant son record personnel à 1 min 43 s 96 et obtenant son billet pour les Jeux de Londres. Il participe quelques jours plus tard aux Championnats d'Afrique de Porto-Novo, au Bénin. Il y remporte la médaille d'argent du 800 m en 1 min 44 s 53, s'inclinant finalement face à l'Algérien Taoufik Makhloufi (1 min 43 s 88).

### Palmarès
| Date | Compétition                    | Lieu       | Résultat | Épreuve   |
| ---- | ------------------------------ | ---------- | -------- | --------- |
| 2011 | Championnats d'Afrique juniors | Gaborone   | 2e       | 800 m     |
| 2011 | Championnats d'Afrique juniors | Gaborone   | 2e       | 4 x 400 m |
| 2012 | Championnats d'Afrique         | Porto-Novo | 2e       | 800 m     |

### Records
| Épreuve | Performance   | Lieu    | Date         |
| ------- | ------------- | ------- | ------------ |
| 800 m   | 1 min 43 s 96 | Nairobi | 23 juin 2012 |